# 이스즈가오카역
이스즈가오카역(일본어: 五十鈴ケ丘駅 いすずがおかえき[*])은 일본 미에현 이세시에 위치한 도카이 여객철도 산구선의 철도역이다. 단선 승강장 1면 1선의 구조를 갖춘 지상역이다.

## 이용 현황
| 연도     | 이용 인원 | 연도     | 이용 인원 |
| 1998년도 | 262       | 2006년도 | 228       |
| 1999년도 | 251       | 2007년도 | 206       |
| 2000년도 | 244       | 2008년도 | 209       |
| 2001년도 | 253       | 2009년도 | 228       |
| 2002년도 | 238       | 2010년도 | 248       |
| 2003년도 | 232       | 2011년도 | 258       |
| 2004년도 | 241       | 2012년도 | 256       |
| 2005년도 | 229       | 2013년도 | 264       |
| -------- | --------- | -------- | --------- |

## 역 주변
- 국도 제23호선

## 역사
- 1963년 4월 1일 : 산구선 이세시 - 후타미노우라 간에 신설 개업.
- 1987년 4월 1일 : 일본국유철도 분할 민영화에 의해, 도카이 여객철도가 승계.

## 인접 역
| 도카이 여객철도 산구선 | 도카이 여객철도 산구선 | 도카이 여객철도 산구선 |
| ---------------------- | ---------------------- | ---------------------- |
| 이세시 다키 방면       | ■ 산구선               | 후타미노우라 도바 방면 |